# Verdilly
Verdilly é uma comuna francesa na região administrativa de Altos da França, no departamento de Aisne. Estende-se por uma área de 5,1 km². Em 2010 a comuna tinha 473 habitantes (densidade: 92,7 hab./km²).